# Salon (Aube)
Pour les articles homonymes, voir Salon.
Salon est une commune française, située dans le département de l'Aube en région Grand Est.

## Géographie
|                    | Gourgançon Marne | Semoine           |
| Faux-Fresnay Marne | Salon            | Villiers-Herbisse |
| Plancy-l'Abbaye    |                  | Champfleury       |

### Hydrographie
La commune est dans la région hydrographique « la Seine de sa source au confluent de l'Oise (exclu) » au sein du bassin Seine-Normandie. Elle est drainée par le ruisseau du Moulin,.
Le ruisseau du Moulin, d'une longueur de 15 km, prend sa source dans la commune  et se jette  dans l'Aube à Boulages, après avoir traversé quatre communes. 

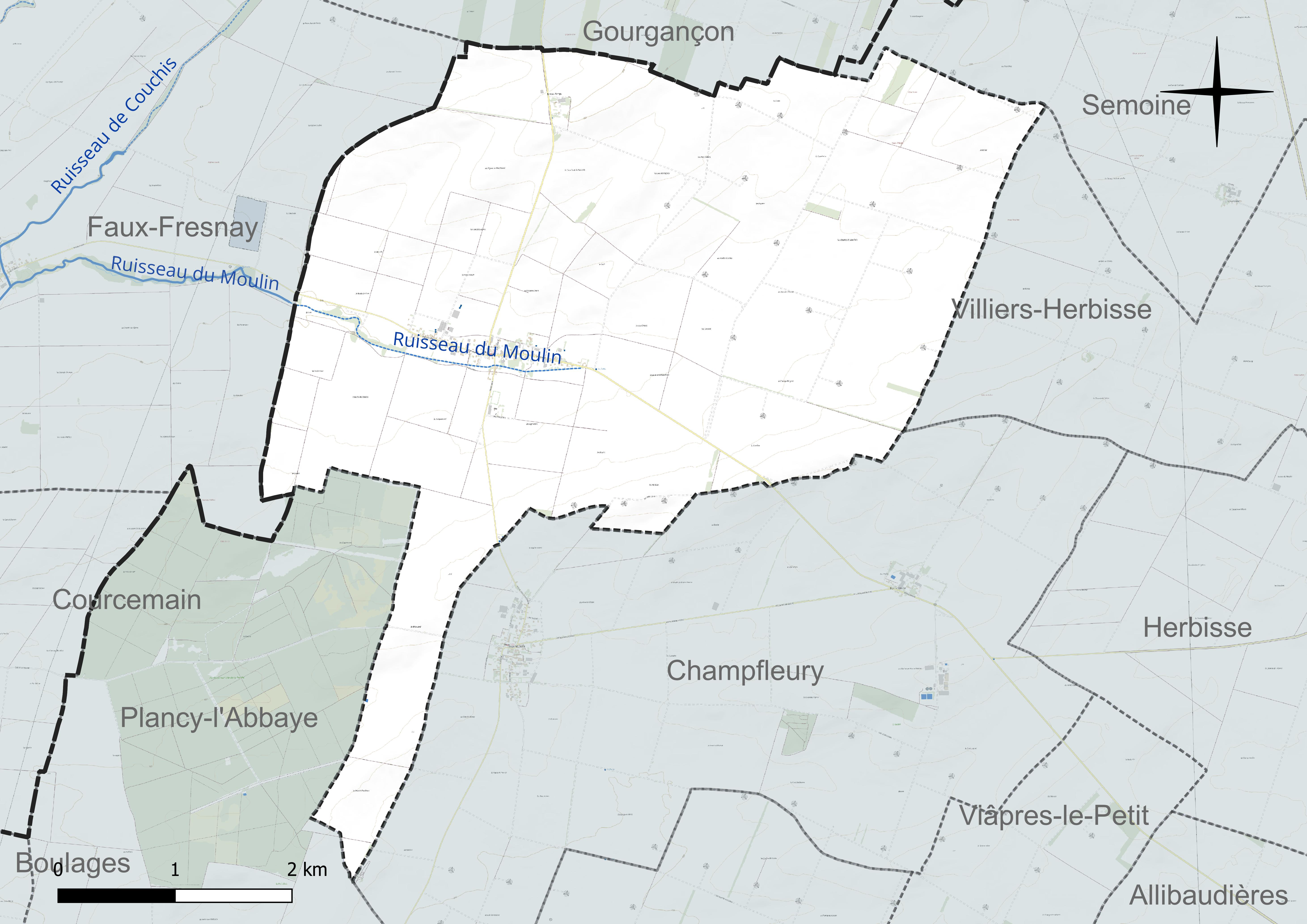
Réseau hydrographique de Salon.

### Climat
Pour des articles plus généraux, voir Climat du Grand Est et Climat de l'Aube.
En 2010, le climat de la commune est de type climat océanique dégradé des plaines du Centre et du Nord, selon une étude du Centre national de la recherche scientifique s'appuyant sur une série de données couvrant la période 1971-2000. En 2020, Météo-France publie une typologie des climats de la France métropolitaine dans laquelle la commune est exposée à un climat océanique altéré et est dans la région climatique  Nord-est du bassin Parisien, caractérisée par un ensoleillement médiocre, une pluviométrie moyenne régulièrement répartie au cours de l’année et un hiver froid (3 °C). 
Pour la période 1971-2000, la température annuelle moyenne est de 10,5 °C, avec une amplitude thermique annuelle de 15,6 °C. Le cumul annuel moyen de précipitations est de 702 mm, avec 11,4 jours de précipitations en janvier et 7,7 jours en juillet. Pour la période 1991-2020, la température moyenne annuelle observée sur la station météorologique de Météo-France la plus proche, « Dosnon », sur la commune de Dosnon à 17 km à vol d'oiseau, est de 11,0 °C et le cumul annuel moyen de précipitations est de 698,3 mm. 
La température maximale relevée sur cette station est de 41,6 °C, atteinte le 25 juillet 2019 ; la température minimale est de −25,8 °C, atteinte le 14 février 1956,,. 
Les paramètres climatiques de la commune ont été estimés pour le milieu du siècle (2041-2070) selon différents scénarios d'émission de gaz à effet de serre à partir des nouvelles projections climatiques de référence DRIAS-2020. Ils sont consultables sur un site dédié publié par Météo-France en novembre 2022.

## Urbanisme

### Typologie
Au 1er janvier 2024, Salon est catégorisée commune rurale à habitat dispersé, selon la nouvelle grille communale de densité à 7 niveaux définie par l'Insee en 2022.
Elle est située hors unité urbaine et hors attraction des villes,.

### Occupation des sols
L'occupation des sols de la commune, telle qu'elle ressort de la base de données européenne d’occupation biophysique des sols Corine Land Cover (CLC), est marquée par l'importance des territoires agricoles (97,7 % en 2018), une proportion identique à celle de 1990 (97,7 %). La répartition détaillée en 2018 est la suivante : 
terres arables (97,7 %), zones urbanisées (2 %), milieux à végétation arbustive et/ou herbacée (0,3 %). L'évolution de l’occupation des sols de la commune et de ses infrastructures peut être observée sur les différentes représentations cartographiques du territoire : la carte de Cassini (XVIIIe siècle), la carte d'état-major (1820-1866) et les cartes ou photos aériennes de l'IGN pour la période actuelle (1950 à aujourd'hui).

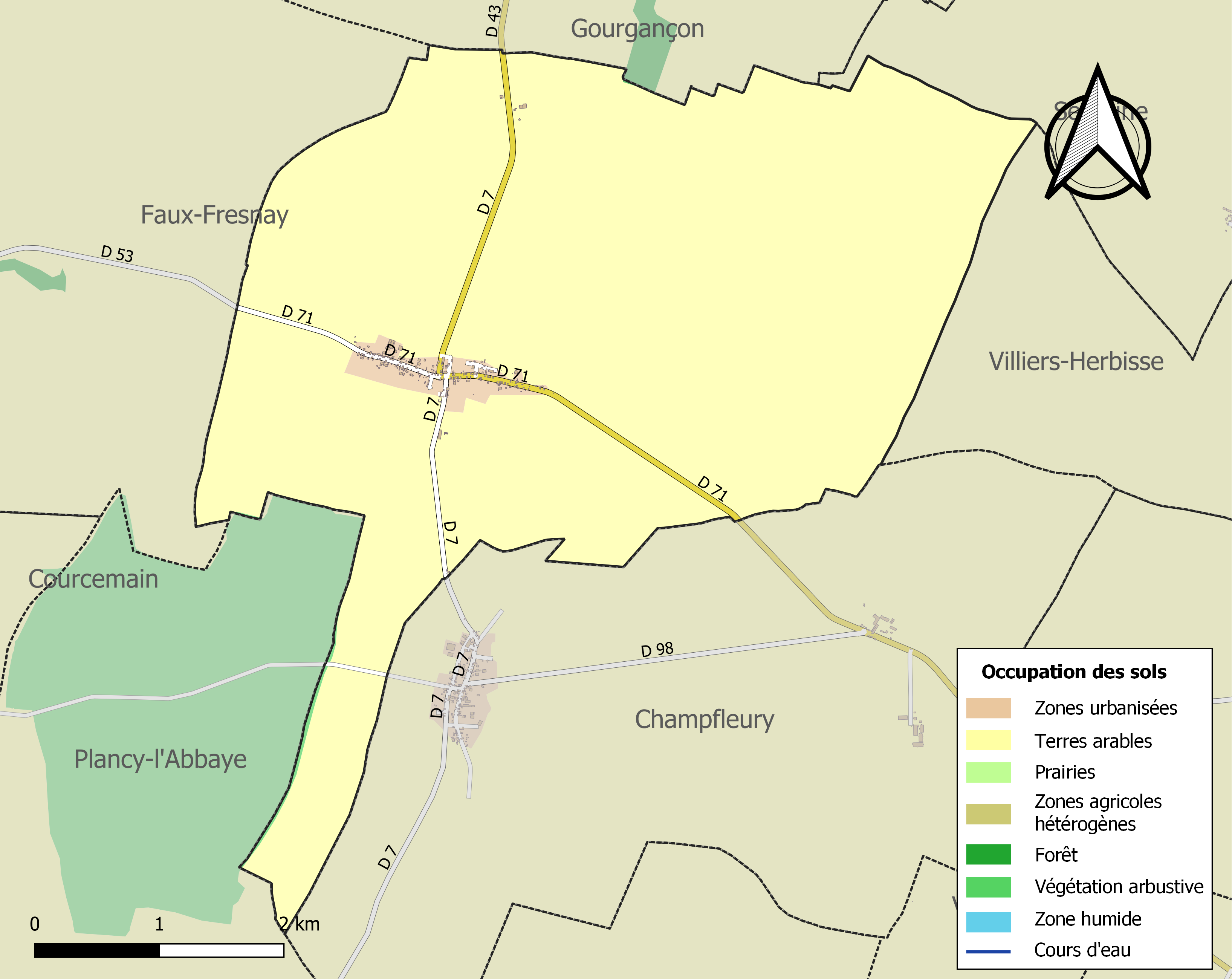
Carte des infrastructures et de l'occupation des sols de la commune en 2018 (CLC).

## Histoire
Au village se croise deux voies attestées aux premiers siècle. L'une venant d'Herbisse et l'autre venant de Troyes et Rhèges et se dirigeant vers Frère-Champenoise. Cette présence ancienne fut aussi attesté en 1651 par la découverte d'un trésor qui contenait un vase, des monnaies romaines, des armes et une trentaine de squelettes dans un cimetière au lieu-dit Jacquemard.
En 1172, le seigneur Hugue de Salon tenait le fief du comte de Troyes. Le dernier seigneur connu étant le marquis de Dampierre en 1769.
En 1789, le village dépendait de l'intendance et de la généralité de Châlons-sur-Marne, de l'élection de Troyes et du bailliage de Sézanne.

## Démographie
L'évolution du nombre d'habitants est connue à travers les recensements de la population effectués dans la commune depuis 1793. Pour les communes de moins de 10 000 habitants, une enquête de recensement portant sur toute la population est réalisée tous les cinq ans, les populations de référence des années intermédiaires étant quant à elles estimées par interpolation ou extrapolation. Pour la commune, le premier recensement exhaustif entrant dans le cadre du nouveau dispositif a été réalisé en 2005.

En 2022, la commune comptait 128 habitants, en évolution de +4,92 % par rapport à 2016 (Aube : +0,7 %, France hors Mayotte : +2,11 %).
| 1793 | 1800 | 1806 | 1821 | 1831 | 1836 | 1841 | 1846 | 1851 |
| ---- | ---- | ---- | ---- | ---- | ---- | ---- | ---- | ---- |
| 369  | 399  | 447  | 394  | 377  | 398  | 395  | 394  | 386  |

| 1856 | 1861 | 1866 | 1872 | 1876 | 1881 | 1886 | 1891 | 1896 |
| ---- | ---- | ---- | ---- | ---- | ---- | ---- | ---- | ---- |
| 374  | 376  | 347  | 328  | 337  | 336  | 331  | 315  | 272  |

| 1901 | 1906 | 1911 | 1921 | 1926 | 1931 | 1936 | 1946 | 1954 |
| ---- | ---- | ---- | ---- | ---- | ---- | ---- | ---- | ---- |
| 242  | 244  | 231  | 204  | 210  | 196  | 193  | 199  | 184  |

| 1962 | 1968 | 1975 | 1982 | 1990 | 1999 | 2005 | 2006 | 2010 |
| ---- | ---- | ---- | ---- | ---- | ---- | ---- | ---- | ---- |
| 201  | 193  | 174  | 154  | 153  | 156  | 154  | 152  | 150  |

| 2015 | 2020 | 2022 | - | - | - | - | - | - |
| ---- | ---- | ---- | - | - | - | - | - | - |
| 125  | 125  | 128  | - | - | - | - | - | - |

## Lieux et monuments

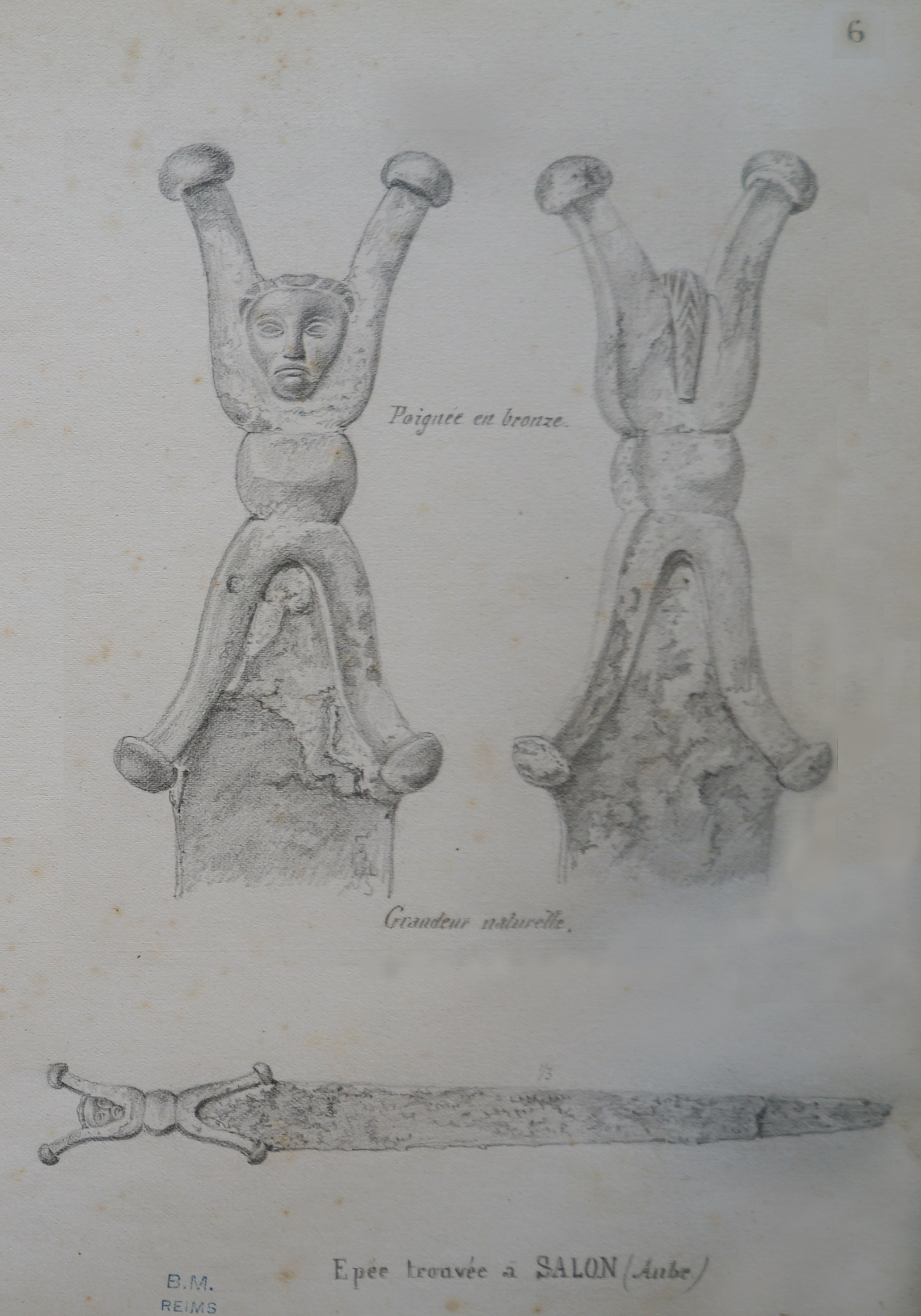
Cimetière gaulois fouillé au XIXe siècle par Léon Morel, dessin d'Émile Gastebois.

- Ligne de 6 éoliennes à la limite avec Champfleury et Villiers-Herbisse, dont la plus haute atteint 121 m.
- Datant du XIIe siècle, l'église Saint-Martin (la nef et la partie centrale du transept datent du XIIe siècle, les autres parties de l'église du XVIe siècle). On y trouve la dalle funéraire de Jean Picard qui était marchand et mort en 1528 et de Jeanneton son épouse morte en 1540[22], un ensemble de verrières du XVIe siècle[23] dont une déploration et un jugement dernier[24].